# Departamento General López
Das Departamento General López liegt im Süden der Provinz Santa Fe im Zentrum Argentiniens und ist eine von 19 Verwaltungseinheiten der Provinz. 
Es grenzt im Norden an die Departamentos Caseros und Constitución, im Osten und Süden an die Provinz Buenos Aires und im Westen an die Provinz Córdoba. 
Die Hauptstadt des Departamento General López ist Melincué.

## Bevölkerung
Nach Schätzungen des INDEC stieg die Einwohnerzahl von 182.113 Einwohnern (2001) auf 194.754 Einwohner im Jahre 2005.

## Nationalstraßen
Die Ruta Nacional 33 von Bahía Blanca nach Rosario führt durch den Departamento und verbindet dessen drei größten Städte Rufino (km 535), Venado Tuerto (km 632) und Firmat (km 688). 
Von Buenos Aires führen die Ruta Nacional 8 nach Venado Tuerto, die Ruta Nacional 7 nach Rufino. 

## Städte und Gemeinden
Das Departamento General López ist in folgende Gemeinden aufgeteilt:
- Aarón Castellanos
- Amenábar
- Cafferata
- Cañada del Ucle
- Carmen
- Carreras
- Chapuy
- Chovet
- Christophersen
- Diego de Alvear
- Elortondo
- Firmat
- Hughes
- La Chispa
- Labordeboy
- Lazzarino
- Maggiolo
- María Teresa
- Melincué
- Miguel Torres
- Murphy
- Rufino, an der Ruta Nacional 7
- San Eduardo
- San Francisco de Santa Fe
- San Gregorio
- Sancti Spiritu
- Santa Isabel
- Teodelina
- Venado Tuerto
- Villa Cañás
- Wheelwright